# Miquel Lladó i Miquel
Miquel Lladó i Miquel (Castelldans, les Garrigues, 22 de maig de 1919 - Andorra la Vella, Principat d'Andorra, 16 d'agost de 1999) va ser un escriptor, poeta i editor català.

## Biografia
Miquel Lladó va ser un escriptor autodidacta. La seva formació es vegué estroncada degut a la Guerra Civil i a les necessitats de la seva família, de condició humil. Malgrat que les primeres composicions poètiques en català daten de 1935, no va ser fins als anys 40 i en castellà que obtingué ressò gràcies a les seves publicacions al diari lleidatà La Mañana, dirigit per qui va ser amic seu en aquells anys, Emilio Romero, i a la publicació d'un llibre de proses poètiques titulat Yo y mi perro.
Malgrat el vincle inicial que va tenir en el context del moviment anomenat leridanismo, ben aviat esdevingué un dels principals actors de la represa cultural a les terres de Lleida. En aquest sentit va ser el primer en reivindicar l'obra i figura del poeta lleidatà Màrius Torres, i va ressenyar en mitjans locals les obres d'autors com Carles Riba, Manuel de Pedrolo o Jaume Agelet i Garriga.
El 1952 va publicar el poemari Els anys, els dies i les hores, finalista del premi Óssa Menor i inicià amistat amb els personatges claus de la recuperació de la catalanitat a Ponent. Entre el seu cercle d'amistats s'hi trobaven Manuel de Pedrolo, Guillem Viladot, Francesc Porta, Dolors Sistac o Josep Vallverdú entre d'altres.
Després de diferents infortunis personals i econòmics, a mitjans dels anys seixanta establí la seva residència a Andorra, on col·laborà amb el diari Poble Andorrà, l'únic en català d'aquella època. D'aquella època daten també obres de narrativa com Els camins de la por o Els dies sense demà i és també quan alguns dels seus poemes van ser inclosos a l'antologia Lleida, vuit poetes.
Als anys setanta obtingué el premi de poesia en català "Ciutat de Lleida" (1973), amb el llibre Terres altes, i inicià l'activitat de l'editorial Valls d'Andorra, des de la qual va publicar al llarg de nou anys (1979-1988) la revista homònima. Així mateix inicià la col·laboració amb els diaris Avui i Diario de Lérida.
Als anys vuitanta i a través de la seva pròpia editorial inicià el procés de publicació de gran quantitat d'obres escrites al llarg de tota la vida i que havien restat inèdites, alhora que inicià la col·laboració amb el diari Segre. L'any 1995 obtingué el premi de poesia Les Talúries, pel llibre L'Home i el paisatge.
Amb motiu del centenari del seu naixement, al llarg de l'any 2019 es van dur a terme diferents actes de reconeixement i divulgació de l'obra de Miquel Lladó. La Càtedra Màrius Torres de la Universitat de Lleida va dedicar-li una jornada monogràfica, i es va publicar una antologia de textos de Lladó (Del fonoll a la neu) amb un estudi introductori a càrrec d'Eduard Batlle.
A l'agost de 2024 l'editorial Fonoll recupera i publica Els camins de la por, una trilogia formada per Els camins de la por (1969), Els dies sense demà (1977) i Sense pàtria (inèdit).

## Obres
Poesia
- Yo y mi perro (1947)
- Els anys, els dies i les hores (1952)
- Hacia la vida (1953)
- L'home del bosc (1953)
- El amigo del sol (1953)
- La línia d'Apol·lo (1976)
- Terres altes (1978) (Premi de poesia catalana Ciutat de Lleida, 1973)
- L'home i el paisatge (1996) (Premi de poesia Les Talúries, 1995)
- El llibre de Nasika (1998)

Narrativa
- Els camins de la por (1969)
- Els dies sense demà (1977)
- Viatge al passat (2 vol.) (1990)
- La petita història d'Andorra (1992)

Teatre
- La mort de l'ocell (1995)